# Hyptia macgillivrayi
Hyptia macgillivrayi är en stekelart som först beskrevs av Theodore Henry Frison 1922.  Hyptia macgillivrayi ingår i släktet Hyptia och familjen hungersteklar. Inga underarter finns listade i Catalogue of Life.